# Estadio de Dodona
El Estadio de Dodona era un antiguo estadio griego situado en la ciudad de Dodona, Grecia.

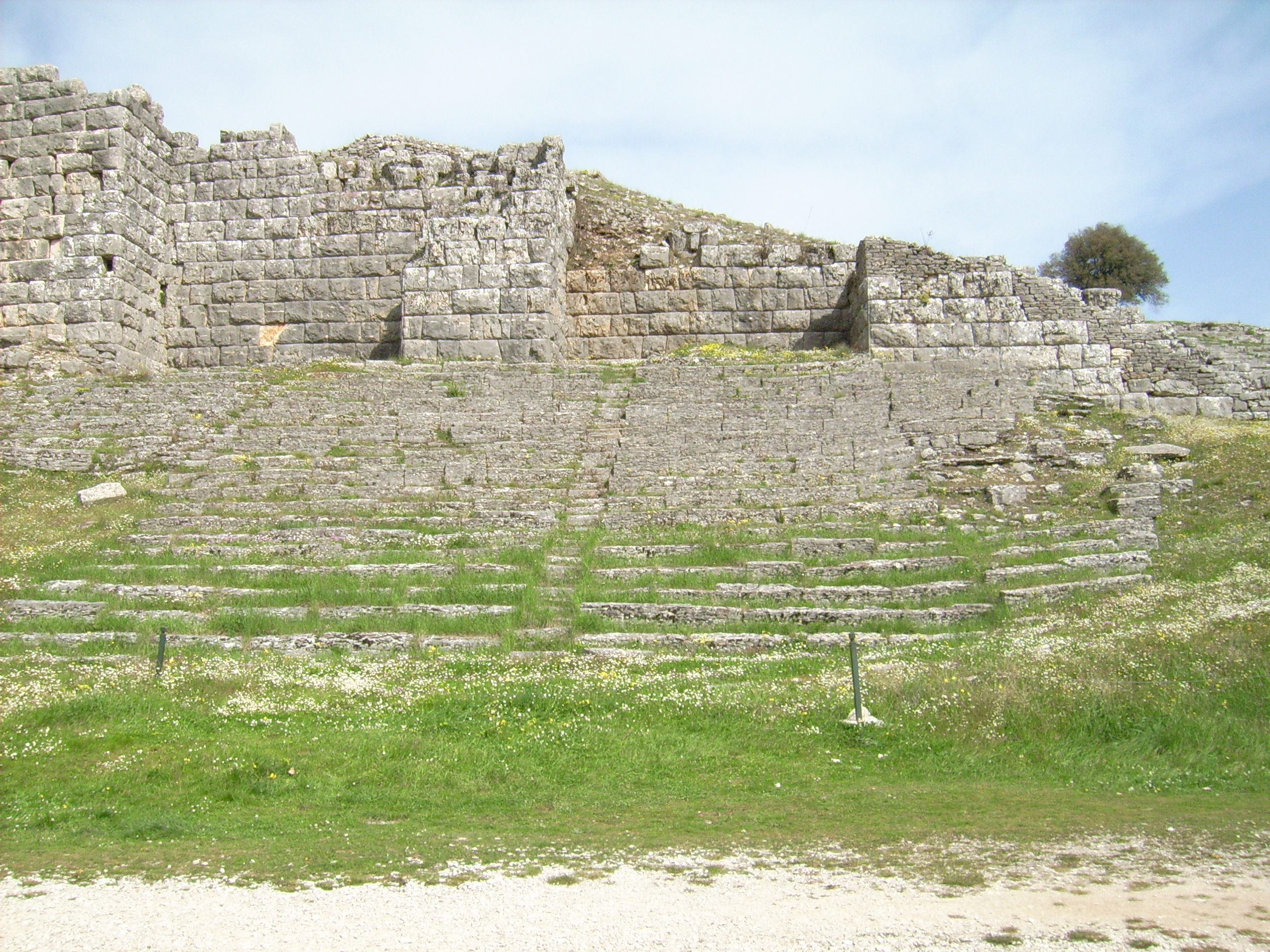
Gradería del estadio con el muro de contención del teatro al fondo.

Se construyó en el período helenístico, en el año 200 a. C., después de que los etolios destruyeran el santuario de Dodona en el 219 a. C. Se utilizaba para las competiciones atléticas cuatrienales que se celebraban allí.
Estaba situado al suroeste del teatro y santuario de Dodona. Era un típico campo de deportes griego en forma de herradura larga con el extremo semicircular (sfendonē) al este. Su longitud total era de unos 250 m. Tenía una gradería de piedra construida en el lado norte, en una pendiente al sur del muro de contención del teatro. Había 21 o 22 filas de asientos. La gradería tenía estrechas escaleras verticales. 
Fue descubierto al comienzo de las excavaciones arqueológicas en 1875, pero solo se ha excavado su extremo oriental.